# František Augustin Urbánek
František Augustin Urbánek (23. listopadu 1842, Moravské Budějovice – 4. prosince 1919, Praha-Nové Město) byl český hudební nakladatel a knihkupec.

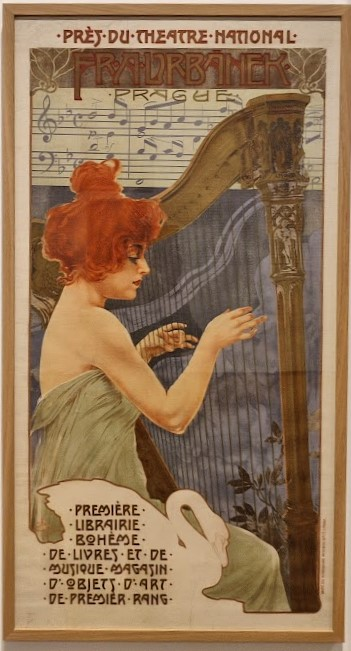
Kamil Vladislav Muttich, Plakát vydavatelství Fr. A. Urbánek (1904)

## Život
František Augustin Urbánek se narodil v Moravských Budějovicích na předměstí Horní Víska v rodině sedláka Václava Urbánka a jeho druhé ženy Kateřiny, rozené Dvořákové. Studoval na gymnáziu ve Znojmě a později v Brně. Studia ale zanechal a roku 1861 nastoupil jako praktikant v tehdy významném pražském nakladatelství a knihkupectví Ignáce Leopolda Kobera. Když majitel podniku roku 1866 zemřel, řídil František A. Urbánek celý podnik až roku 1870, kdy jeho dědic Karel Bohuš Kober dosáhl plnoletosti.

### Rodinný život
František Augustin Urbánek byl ženatý s Růženou roz. Pecoldovou (1849–??), s níž měl tři syny Františka Augustina ml. (1877–1920), Mojmíra (1873–1919) a Vladimíra (1878–1948) a dvě dcery Blaženu (1876–??), provdala se za ing. Dr.h.c.Františka B. Hanuše) a Růženu (1874–??). Všichni synové se také stali hudebními nakladateli. 
- Nejstarší syn Mojmír podnikal samostatně: v letech 1912-1913 pro něj a jeho manželku Kristinu Jan Kotěra projektoval v Jungmannově ulici 30 moderní dům čp. 748/II s krámem, nazvaný Mozarteum, postavil jej František Troníček[5]. Původní účel obchodu zůstal zachován i po jeho znárodnění, hudebniny se v něm prodávaly až do první poloviny 90. let 20. století, než jej restituenti pronajali firmě bytového designu.
- František a Vladimír pracovali v otcově podniku, který od roku 1912 nesl název František A. Urbánek a synové.

František Augustin Urbánek zemřel 4. prosince 1919 v Praze. Pohřben byl na Olšanských hřbitovech. Ve stejném roce předčasně zemřel i jeho syn Mojmír, rok nato druhý syn František. Nejmladší syn Vladimír byl od roku 1922 jediným majitelem rodinného podniku, který za okupace a v poválečném období vedl vnuk zakladatele Jan Hanuš. Rok po smrti Vladimíra Urbánka byl 1949 podnik likvidován.

## Dílo
Roku 1872 Urbánek v Praze otevřel vlastní nakladatelství a knihkupectví, které neslo jeho jméno. Nejprve se zaměřoval na pedagogickou literaturu a knihy pro mládež, postupně se ale jeho podnik proměnil v hudební nakladatelství, na čemž měl významný podíl Františkův bratr Velebín, který v jeho závodě pracoval až do svého osamostatnění. V 80. a 90. letech 19. století se Urbánkovo nakladatelství řadilo k předním českým nakladatelstvím.
František A. Urbánek se významně podílel na pražském kulturním životě. Byl členem Umělecké besedy a spoluzakladatelem Spolku českých knihkupců a nakladatelů. Spolupracoval s Františkem Douchou na přípravě Knihopisného slovníku československého. Redigoval časopis Věstník bibliografický a hudební časopis Dalibor, oba tyto časopisy později obnovil a vydával ve vlastním nakladatelství. Kultuře se věnoval i Františkův mladší bratr Velebín, nejmladší bratr Josef pod pseudonymem Kalenský psal a překládal knihy pro mládež. Synovec Jaromír Herle byl hudebním skladatelem a sbormistrem.

## Odkaz – nadace Fr. A. Urbánka
Roku 2002 byla na podporu české hudební tvorby založena Nadace Fr. A. Urbánka, na jejímž vzniku se podíleli potomci Františka Augustina Urbánka. Hlavními organizátory byli skladatelé Jan Hanuš (Urbánkův vnuk), Jan F. Fischer a Zdeněk Šesták.